# Lavameeuw
De lavameeuw (Leucophaeus fuliginosus synoniem: Larus fuliginosus) is een vogel uit de familie Laridae (Meeuwen). Het is een kwetsbare endemische vogelsoort van de Galapagoseilanden.

## Kenmerken
De vogel is 51 tot 55 cm lang. De vogel is overwegend roetkleurig grijs tot zwart, de kop is roetkleurig donkerbruin tot zwart, de rest van het verenkleed is iets lichter, vooral de buik, die wordt geleidelijk grijs. De onder- en bovenstaartdekveren zijn witachtig. Opvallend zijn de witte oogleden in contrast met de donkere kop, de ogen zijn weer donker, net als de snavel en de poten. Rond het oog is een rode oogring. Onvolwassen vogels zijn egaal roetkleurig bruin.

## Verspreiding en leefgebied
De lavameeuw komt verspreid over de hele archipel voor, maar waarschijnlijk worden de grootste dichtheden waargenomen op het eiland Santa Cruz en de haven van  Puerto Ayora. De vogel foerageert in havens en bij menselijke nederzettingen, maar ook op zee en langs stranden in de buurt van zeeleeuwen. De vogels broeden niet op rotsen maar op afgelegen stranden in de buurt van zout water, ook wel langs lagunes.in litt. 2000),

## Status
De lavameeuw heeft een  klein verspreidingsgebied en daardoor is de kans op uitsterven aanwezig. De grootte van de populatie werd in 2008 door BirdLife International geschat op 900 tot 1200 individuen en de populatie-aantallen nemen mogelijk toe. Daarnaast zijn er toch ook bedreigingen, zoals ontwikkelingen in de zeevisserij (grootschalige langelijnvisserij) en verwilderde honden en katten die de broedkolonies onveilig maken. Om deze redenen staat deze soort als kwetsbaar op de Rode Lijst van de IUCN.